# Gagea trinervia
Espèce
Gagea trinervia est une espèce de plantes à bulbe du genre des gagées et de la famille des Liliacées.